# Nizām ad-Dīn Auliyāʾ

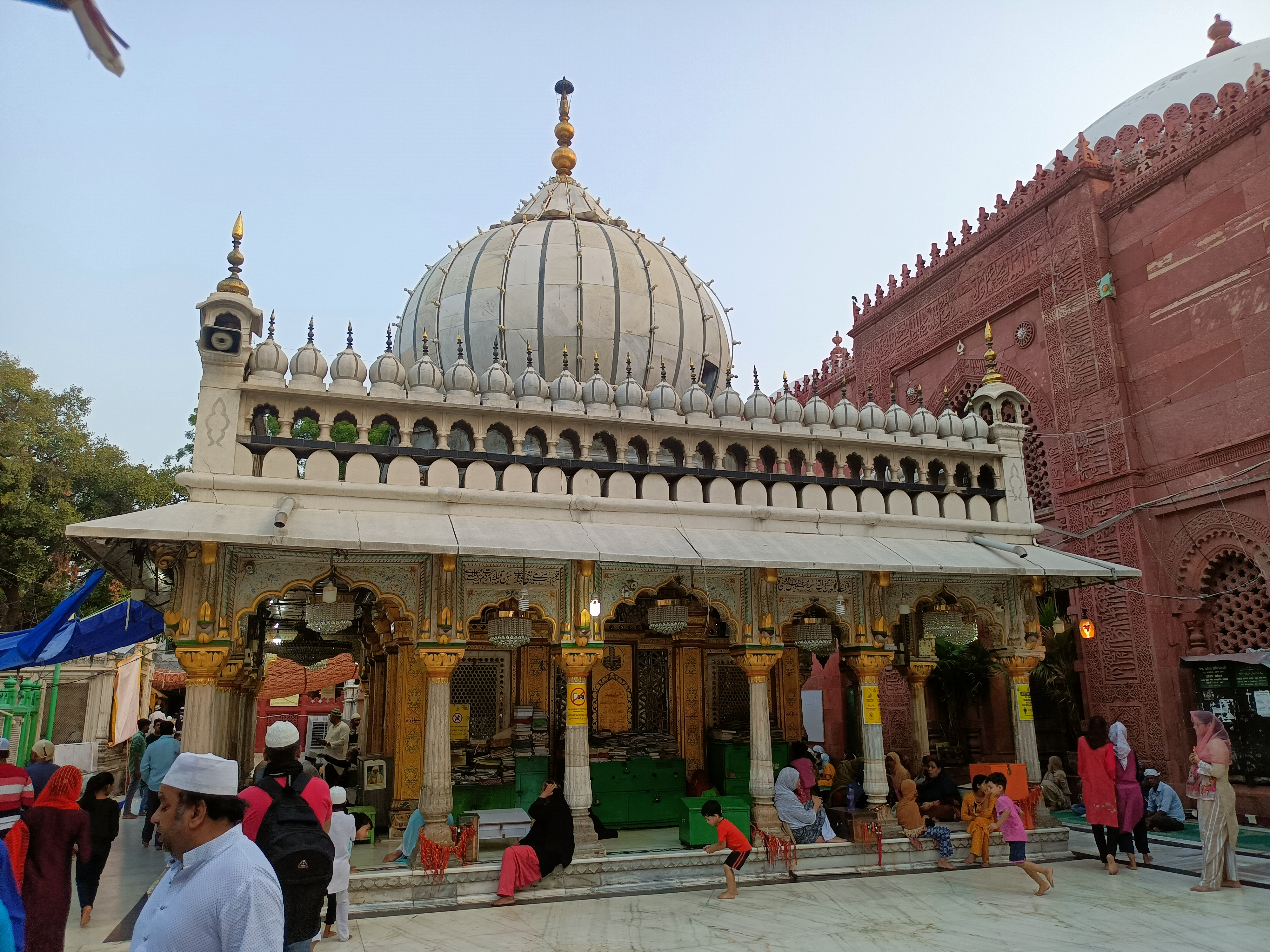
Heiligtum von Nizām ad-Dīn Auliyāʾin Delhi

Nizām ad-Dīn Auliyāʾ (persisch نظاام الدین اولیاء, DMG Niẓām ad-Dīn Auliyāʾ geb. ca. 1238; gest. 3. April 1325) war einer der bedeutendsten Sufi-Heiligen des 14. Jahrhunderts in Indien. Als Nachfolger von Baba Farid verbreitete er die Lehren des Tschischti-Ordens in Delhi. Er vertrat die Lehre, dass der Dienst am Mitmenschen wichtiger ist als formale Gebete. Durch seine Tätigkeit und sein hohes Ansehen entwickelte sich die Tschischtiyya zu einer spirituellen Massenbewegung in ganz Indien. Sein Grab wird jährlich von vielen Tausend Pilgern besucht und ist besonders bekannt für seine Qawwālī-Sänger.

## Kindheit und Ausbildung
Nizām ad-Dīn wurde in Badāʾūn geboren. Er selbst wusste nicht, in welchem Jahr er zur Welt gekommen ist. Ihm war nur bekannt, dass es der letzte Mittwoch des Monats Safar war, ein Tag, der nach islamischer Vorstellung als besonders unglücklich gilt. Ausgehend vor allem von den Altersangaben, die Amīr Khurd (st. 1368/9) in seinem Werk über die Tschischti-Sufis nennt, wird sein Geburtsjahr von manchen als 1238, von anderen als 1244 angegeben. Nizām ud-Dīn erhielt den Namen Muhammad. Seine Großväter sowohl väterlicher- als auch mütterlicherseits waren zu Beginn des 13. Jahrhunderts unter dem Druck der Mongoleninvasionen aus Bukhara nach Indien eingewandert. Von seinem Großvater väterlicherseits ist bekannt, dass er türkischen Ursprungs war. Beide ließen sich zunächst in Lahore nieder, zogen aber später nach Bada'un, wo sich auch viele andere Flüchtlingsfamilien angesiedelt hatten. Sein Vater starb, als er noch im Säuglingsalter war. Zusammen mit einer Schwester wuchs er bei seiner Mutter auf, Bībī Zulaychā, die für ihre außergewöhnliche Frömmigkeit bekannt ist. Trotz größter Armut widmete sich Muhammad intensiv dem Studium von Koran und Fiqh. Mit etwa sechzehn Jahren ging er, in Begleitung von Mutter und Schwester, nach Delhi, und setzte dort seine Ausbildung bei einigen bekannten Lehrern im Bereich Usūl al-fiqh und Hadith fort. In dieser Zeit starb Bībī Zulaychā, die durch häufige Hungerphasen geschwächt war. Ihr Grab im Süden der Stadt wird noch heute verehrt.

## Nizām ad-Dīn als Schüler von Baba Farīd

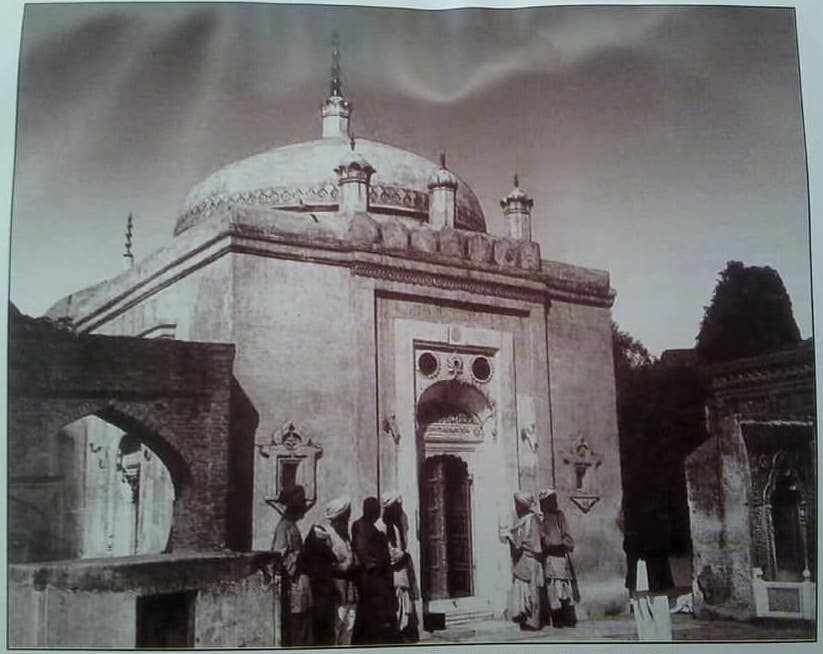
Grabheiligtum von Baba Farīd in Pakpattan (ca. 1270), Foto von 1928

Nachdem ihn seine Studien für den Posten eines Qādī qualifiziert hatten, drängte Nizam ad-Dīn einen benachbarten Scheich, Nadschīb ad-Dīn Mutawakkil, dafür zu beten, dass er eine solche Ernennung erhalten möge. Es traf sich, dass Nadschīb ad-Dīn der jüngere Bruder des bekannten Tschischti-Scheichs Farīd ad-Dīn war. Er riet ihm von einer Laufbahn als Qadi ab und verwies ihn vermutlich an seinen Bruder, denn wenig später wurde Nizām ad-Dīn ein Schüler von Bābā Farīd. Insgesamt dreimal suchte er den Scheich in Ajodhan, dem heutigen Pakpattan, auf. Nach drei Jahren erhielt er seine Ernennungsurkunde als Stellvertreter (pers. ḫalīfa) und den Auftrag, sich in Delhi niederzulassen, asketisch zu leben und dort die Lehre des Ordens zu verkünden. Nach dem Tod von Bābā Farīd erbte Nizām ad-Dīn, als dessen wichtigster Schüler, den Mantel, Stab und Gebetsteppich seines Meisters.

## Die ersten Jahre als Scheich der Tschischtiyya
Nizām ad-Dīn lebte in Delhi etwa zwei Jahre lang in einem Haus von ʿImād al-Mulk, dem Großvater von Amir Chusrau. Er soll die Unterkunft durch Vermittlung des jungen Dichters erhalten haben, der zu dieser Zeit etwa vierzehn Jahre alt war. Im Untergeschoss wohnte die Familie Kirmani, von denen einige Personen selbst der Tschischtiyya angehörten und Diener des Scheichs waren. Aus dieser Familie stammt auch Amīr Churd (st. 1311/12), der ein Werk über die wichtigsten Tschischti-Scheiche und ihre Lehren verfasst hat. In der mittleren Etage lebte Nizām ad-Dīn Auliyā, im obersten Stockwerk waren einige seiner Anhänger untergebracht. Der Aufenthalt in diesem Haus kam zu einem jähen Ende, als die Söhne von ʿImād al-Mulk überraschend von ihren Ländereien zurückkamen. Sie beförderten den frommen Mann ohne viel Federlesens aus dem Haus, weil sie den Platz für sich beanspruchten. Nach mehreren Zwischenaufenthalten siedelte sich Nizām ad-Dīn Auliyā schließlich in Ghiyaspur an, damals ein verlassener kleiner Ort vor Delhi, heute ein Stadtteil der indischen Hauptstadt mit dem Namen Nizamuddin West. Ein Teil seines Chanqah ist noch heute zu sehen.

## Handlungsmaximen

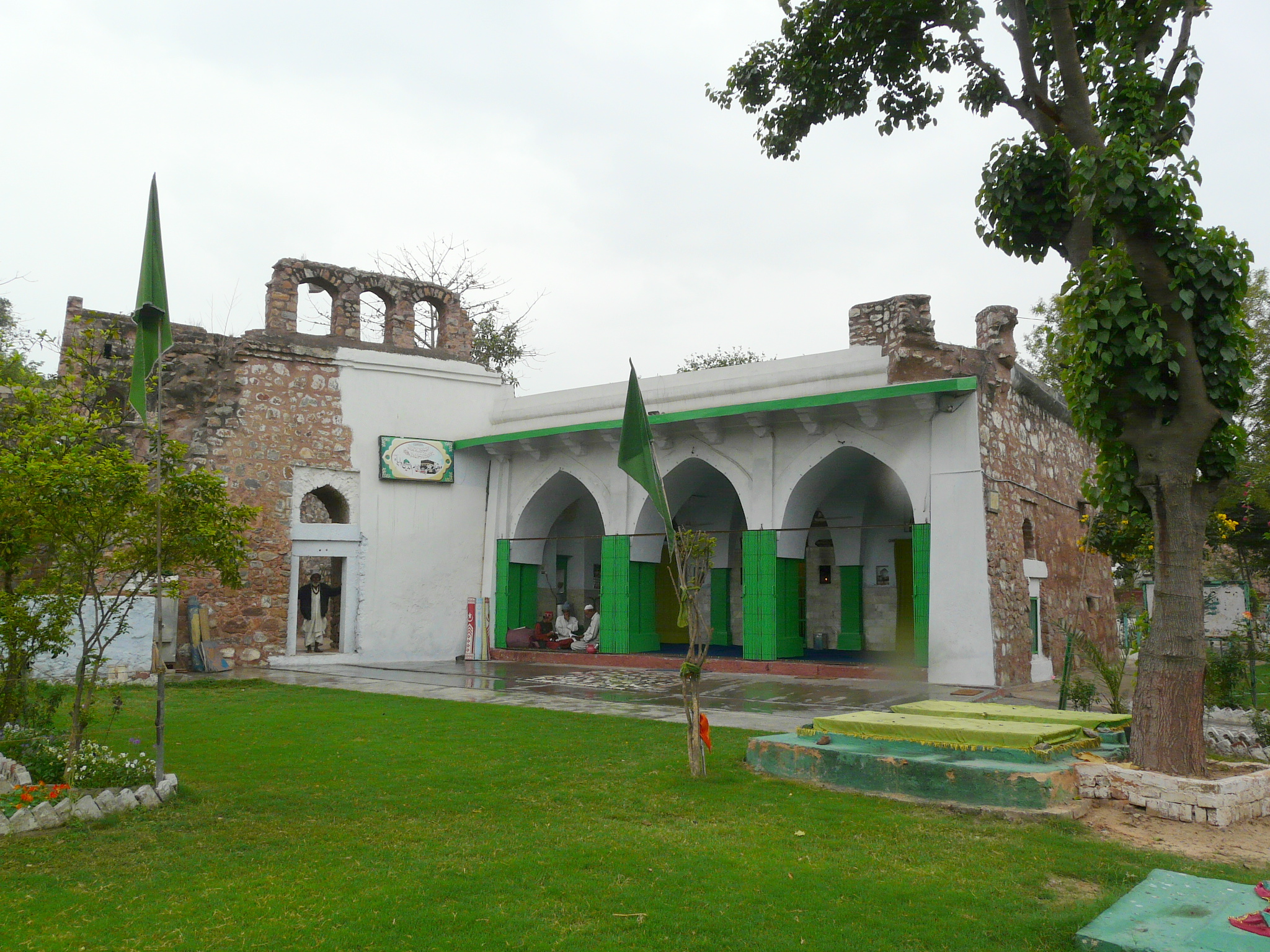
Chilla von Nizām ad-Dīn in Delhi

Die frühen Scheiche der Tschischtiyya waren der Ansicht, dass der Dienst in der Regierung die Entwicklung der eigenen spirituellen Persönlichkeit so weit behindere, dass das Erreichen von Erkenntnis (arab. maʿrifat) nicht mehr möglich ist. Nizām ad-Dīn hielt sich daher von den Königshöfen fern und weigerte sich, ein Jagir oder ein Gehalt anzunehmen. Seine ḫalīfas wies er an, ebenso zu handeln. Die Tschischtis hielten die Nähe zur Macht aber auch aus anderen Gründen für schädlich. Sie fürchteten nicht nur eine Korrumpierung durch materielle Verlockungen, sondern auch eine Trennung von denen, um die sie sich in erster Linie kümmern sollten: die große Masse der gewöhnlichen Menschen. Hilfe für die Bedürftigen gehörte zu ihren wichtigsten Tätigkeiten. Nach Einschätzung K.A. Nizamis verlieh Nizām ad-Dīn Auliyā dieser Aktivität jedoch eine revolutionäre neue Gewichtung, indem er betonte, dass der Dienst am Menschen sogar größeren spirituellen Lohn bringe als formelle Gebete. Entsprechend unterhielt er in seiner Chanqah ein Langar, in dem alle Besucher, auch Nicht-Muslime, zum Essen eingeladen waren – sofern es denn etwas zu essen gab, das verteilt werden konnte. Wenn niemand etwas gebracht hatte, gab es nichts zu essen, so dass die Sufis zuweilen sehr lange hungern mussten. Der Scheich und seine Anhänger lebten von „unaufgeforderten Gaben“ (futūḥ), die die Gläubigen brachten. Im Sinne des konsequent gelebten Gottvertrauens (tawakkul) sollte keine dieser Zuwendungen, zu denen neben Speisen auch Geld, Kleidung und anderes gehörte, bis zum nächsten Tag aufbewahrt, sondern alles an Bedürftige verteilet werden. Denn jede Vorsorge für die Zukunft betrachteten die Tschischtis als einen Mangel an Gottvertrauen. Für eine der wichtigsten sufischen Grundregeln hielt Nizām ad-Dīn Auliyā die Goldene Regel der praktischen Ethik, „Was du nicht willst, das man dir tu, das füg auch keinem anderen zu.“

## Tagesablauf
Dadurch, dass Sultan Muʿizz ad-Dīn Kaiqubād (1287–1290) den Ort Kilukhari zu seiner neuen Residenz gemacht hatte, lag Ghiyaspur bald nicht mehr ruhig und abseits des städtischen Getriebes, sondern hatte sich zu einem geschäftigen Vorort von Delhi entwickelt. Mit zunehmender Berühmtheit Nizām ad-Dīns strömten so viele Menschen in die Chanqah, dass Sultan ʿAlā ad-Dīn Chaldschī von Delhi bis Ghiyaspur Wasserbrunnen graben und Plattformen mit Strohdächern errichten ließ, damit die vielen Besucher dort die Waschungen vor den Gebeten durchführen konnten. Sie stammten aus allen Schichten der Bevölkerung: Arme und Reiche, Gelehrte und Analphabeten, Stadt- und Dorfbewohner. Die meisten von ihnen suchten Rat, Hilfe, Trost und den Segen des Scheichs, andere wollten ihm ihre Aufwartung machen oder hofften, als Schüler angenommen zu werden. Dieser empfing seine Besucher gewöhnlich von der Zeit nach dem Morgengebet bis zum spät abendlichen ʿIschā-Gebet. Vor dem Mittagsgebet zog er sich zu einer kurzen Pause zurück. Vor dem ʿIschā-Gebet gab es Essen für alle. Nach diesem letzten Gebet des Tages begab sich der Scheich in seinen Schlafraum in der oberen Etage und versenkte sich dort für eine Weile in Andachtsübungen. Im Anschluss daran waren nur noch Familienmitglieder oder sein Lieblingsschüler Amīr Chusrau zugelassen, der Neuigkeiten berichtete oder über verschiedene Themen sprach. Die Nacht verbrachte der Scheich mit Gebeten, Meditation oder dem Studium von Büchern, zu denen er seine Kommentare notierte. Seine Augen sollen sehr gut gewesen sein, so dass er die Manuskripte auch bei Kerzenschein lesen konnte.
Zwischenzeitlich unterwies der Scheich einzelne Schüler, die Murīden, zu vereinbarten Terminen. Für die Ausbildung insbesondere der jüngeren Murīden waren vor allem die weiter Fortgeschrittenen zuständig, die selbst nicht selten bereits ausgebildete Gelehrte waren. Während er anfangs nur ausgewählte Personen als Schüler zuließ, waren später, nachdem er seine Chanqah in Ghiyaspur errichtet hatte, alle zugelassen, die darum baten. Zu ihnen gehörten auch einige besonders berühmte Persönlichkeiten, wie zum Beispiel Chizr Chān, der Sohn ʿAlā ad-Dīn Chaldschīs, die berühmten Dichter Amīr Chusrau und Amīr Hasan Sidschzī sowie der Historiograph Ziya’-ud-Din Barani. Diese durften zwar in ihren Ämtern und Berufen bleiben, konnten deshalb aber niemals zu einem Stellvertreter des Scheichs ernannt werden.

## Samāʾ

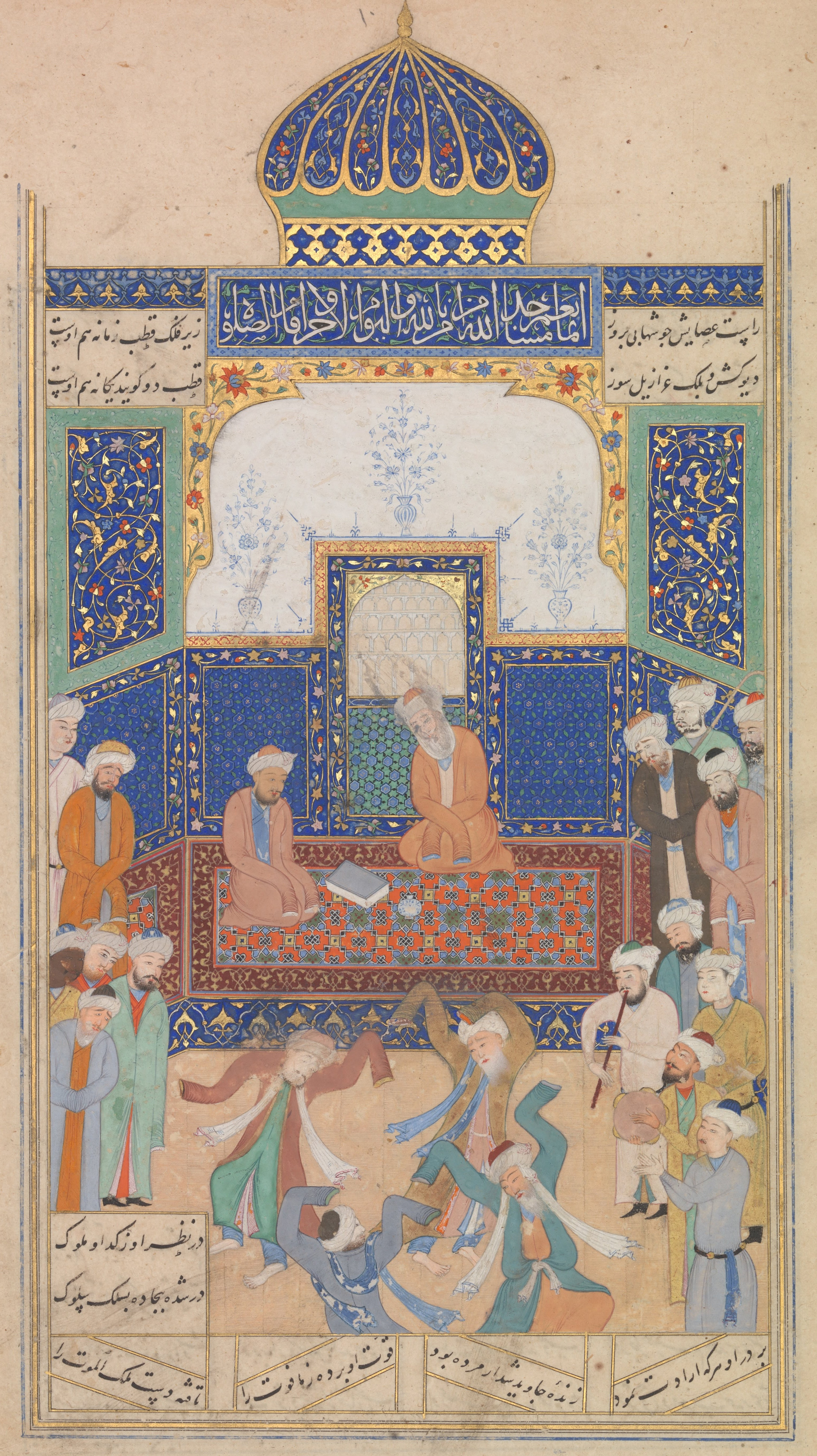
Nizām ad-Dīn Auliyā beim Samāʿ. Aus einer Chamsa von Amīr Chusrau, Herat 1485.

Nizām ad-Dīn Auliyā hielt das Hören von spiritueller Musik, samāʿ, für „spirituelle Nahrung“, wobei er allerdings eine Begleitung insbesondere durch Saiteninstrumente für unzulässig erachtete. In der Chanqah erklangen daher nicht selten Qawwālī-Gesänge von Schülern oder von professionellen Sängern. Zuweilen war der Scheich auch bei Samāʿ-Veranstaltungen in anderen Häusern zu Gast. Das Hören bestimmter Verse versetzte ihn dann manchmal in einen ekstatischen Zustand, in dem er in unkontrolliertes Weinen ausbrach oder zu tanzen begann. Amīr Churd schildert einige dieser Zusammenkünfte:

„Eine weitere Versammlung ist dem Verfasser dieser Zeilen noch sehr gut in Erinnerung geblieben. Während der Herrschaft von Sultan Ghiyās ad-Dīn Tughlūq gab es eine Zusammenkunft auf dem Dach des Versammlungshauses. Freunde und Weggefährten waren anwesend. Amīr Chusrau stand. Der Sultān al-Maschāʾich (d.h. Nizām ad-Dīn) saß aufgrund seiner Krankheit auf der Pritsche. Hasan Behdi rezitierte diesen Reim im samāʿ: 

„Saʿdī, wer bist du, in der Falle seines Lassos zu sein?
 
Viele Beutetiere sind in seine Falle geraten und wir sind eine schwache Beute“

– Vers
Dieser Reim hatte eine tiefe Wirkung auf den Sultān al-Maschāʾich und er ertrank in Tränen. Chwādscha Iqbāl, der Diener, stand am Kopfende der Pritsche und reichte ihm immerzu Taschentücher, die er aus einem dünnen Tuch riss. Er (d.h. Nizām ad-Dīn) wischte damit seine Tränen fort und warf sie dann Hasan Behdi zu.“

Wenig später hatte ein Ghasel, das Amīr Chusraus Sohn Amīr Hādschī rezitierte, dieselbe Wirkung. Jedes Mal, wenn er einen bestimmten Doppelvers vortrug, übermannte den Scheich ein von vielen Tränen begleiteter Erregungszustand, bei dem er die benetzten Taschentücher abwechselnd Amīr Hādschī und Amīr Chusrau zuwarf.
Die Popularität Nizām ad-Dīn Auliyās hatte auch Neider unter einigen Religionsgelehrten und Sufis hervorgerufen, die versuchten, seiner Reputation zu schaden. Seine Haltung zum Samāʿ, dessen Zulässigkeit seit Jahrhunderten Thema religiöser Debatten war, bot seinen Feinden eine willkommene Angriffsfläche. Sie behaupteten, der Scheich und seine Schüler frönten dem ungesetzlichen Samāʿ und verbrächten ihre Zeit mit Lustbarkeiten. Die Anschuldigungen führten schließlich dazu, dass Ghiyās ad-Dīn Tughluq den Scheich vorlud, damit dieser in Anwesenheit des Herrschers den Klage führenden Rechtsgelehrten Rede und Antwort stand. Nizām ad-Dīn nahm einen seiner gelehrtesten Schüler mit, Maulana Fachr al-Dīn Zarrādī, der eigens zu diesem Anlass eine Abhandlung zur Verteidigung des Samāʿ verfasst hatte. Zarrādī und Nizām ad-Dīn waren selbst ausgezeichnete Rechtsgelehrte und konnten den Angreifern so gut Paroli bieten, dass der Sultan keinen Anlass zu einer Verurteilung sah.

## Das Verhältnis zu Ghiyās ad-Dīn Tughluq
Der Machtübernahme von Ghiyās ad-Dīn Tughluq waren mehrere Wochen der Thronstreitigkeiten vorangegangen. Der Heerführer Chusrau Chān hatte den letzten Chaldschī-Sultan, Mubārak Schāh, ermordet und sich selbst zum Sultan aufgeschwungen. Dagegen protestierte vor allem der Gouverneur von Dipalpur, Ghazi Malik, der den selbsternannten Sultan nach einer Schlacht gefangen nahm und enthaupten ließ. Am 8. September 1320 übernahm Ghazi Malik als Ghiyās ad-Dīn Tughluq Schāh die Herrschaft. Vor der kriegerischen Auseinandersetzung mit Ghazi Malik hatte Chusrau den Sufis in Delhi große Geldbeträge gezahlt, damit sie für seinen Erfolg beten. Einige von ihnen nahmen die Zahlung an, bewahrten sie aber sicherheitshalber auf, um sie im Falle von Chusraus Niederlage dem nächsten Sultan aushändigen zu können. Wie von vielen erwartet, forderte Ghiyās ad-Dīn Tughluq die Rückgabe der von Chusrau verteilten Geldbeträge. Nizām ad-Dīn konnte die 500.000 Tankas, die er erhalten hatte, jedoch nicht zurückgeben. Er ließ den Sultan wissen, dass er alles an die Armen verteilt habe und das Geld ohnehin den Muslimen gehöre. Einige spätere Historiographen haben behauptet, dass der Sultan seither dem Scheich feindlich gesonnen gewesen sei und versucht habe, ihn zu drangsalieren und zu vertreiben. Deshalb habe er ihm auch befohlen, er solle Delhi verlassen, bevor er von seinem Feldzug nach Bengalen zurückkehrt. Der Scheich habe aber lediglich bemerkt: Hanūz Dihlī dūr ast. (Delhi ist noch weit.) Tatsächlich ist Ghiyās ad-Dīn Tughluq auf dem Weg von Bengalen nach Delhi von einem zusammenstürzenden Pavillon erschlagen worden. Diese weitverbreitete Geschichte, die zeigen soll, dass der fromme Scheich für sein Gottvertrauen belohnt wurde, während seinen Gegner die göttliche Strafe ereilt, ist nach Ansicht von S.A.A. Rizvi lediglich ein Mythos. Rizvi hält den Sultan für einen klugen Politiker, der keine extremen Maßnahmen gegen einen schwerkranken, bettlägerigen Scheich ergriffen hätte. Nizām ad-Dīn starb am 3. April 1325, der Sultan erst im Juli desselben Jahres. Der Sohn und Nachfolger von Ghiyās ad-Dīn Tughluq, Sultan Muhammad b. Tughluq, hat persönlich die Totenbahre des Scheichs auf seiner Schulter getragen und später eine Kuppel über dem Grab errichten lassen.

## Tod und Heiligenverehrung

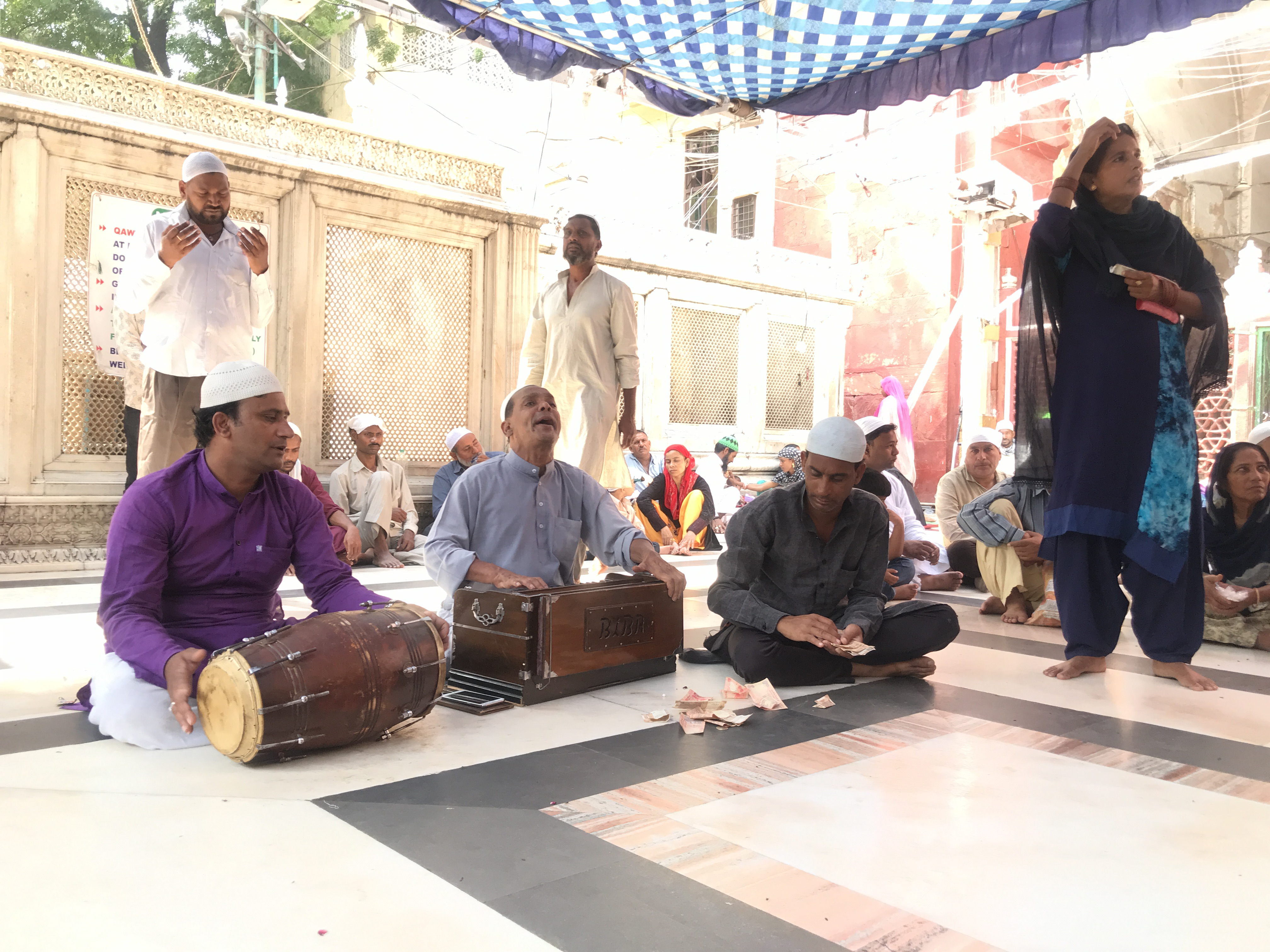
Qawwālī-Sänger am Dargah von Nizām ad-Dīn Auliyāʾ

Nizām ad-Dīns Nachfolger in Delhi war sein Schüler Nasīr ad-Dīn Mahmūd (1276/77–1356), der als Chirāgh-i Dihlī („die Lampe von Delhi“) bekannt wurde.
Es war jedoch nicht Nasīr ad-Dīn, der das Totengebet für Nizām ad-Dīn Auliyāʾ hielt, sondern Scheich Rukn ad-Dīn Abū 'l-Fath von Multan (st. 1335), ein bedeutender Scheich der Suhrawardīya. Er war seit etwa 1320 mehrfach aus Multan nach Delhi gereist und hatte sich mit dem Tschischti-Sufi angefreundet. Bei seinem letzten Besuch traf er den Freund in der Stunde des Todes an. Nizām ad-Dīn hatte gewünscht, dass es nach seinem Tod drei Tage lang Qawwāli-Gesänge für ihn geben sollte. Auch wenn Scheich Rukn ad-Dīn diese Bitte nicht gewährte, wurde dem letzten Wunsch Nizām ad-Dīn Auliyāʾs durch die ununterbrochene Qawwālī-Tradition an seinem Grabheiligtum langfristig doch noch genüge getan. Die vielen hundert Pilger, die den Heiligen täglich um seinen Segen bitten, können dort allabendlich Qawwāli-Gesängen lauschen. Bei den zweitägigen Feierlichkeiten, die jedes Jahr zum ʿUrs, dem Todestag Nizām ad-Dīns am 18. Rabīʿ al-āchir stattfinden, kommt der Musik ebenfalls eine wichtige Rolle zu.

## Namen und Titel
Nizām ad-Dīns eigentlicher Name war Muhammad b. Ahmad b. ʿAlī. Seinen laqab Nizām ad-Dīn („Ordnung der Religion“) muss er schon recht früh angenommen haben. In dem ḫilāfat-nāma, das er von seinem Scheich Farīd ad-Dīn mit etwa 23 Jahren erhalten hat, wird er bereits als „Nizām al-Milla wa-d-Dīn Muhammad ibn Ahmad“ bezeichnet. In dem Werk Fawāʾid al-Fuʾād, das Amīr Hasan Sidschzī von 1308 bis 1322 niedergeschrieben hat, erscheint der Name des Scheichs als „Scheich Nizām ad-Dīn“ mit verschiedenen respektvollen Epitheta, zu denen auch Sultān al-Auliyāʾ (Sultan der Heiligen) gehört. Der Erste, der ihn als Scheich Nizām ad-Dīn Auliyāʾ bezeichnete, war wahrscheinlich Dschāmi, der ihn im 15. Jahrhundert in seine Biographiensammlung Nafahāt al-ʿuns aufgenommen hat. Den erstaunlichen Umstand, dass der laqab durch den Begriff Walī im Plural, Auliyāʾ (die Freunde Gottes, die Heiligen), ergänzt ist, wird unterschiedlich erklärt. K.A. Nizami ist der Ansicht, dass auf diese Weise Nizām ad-Dīns besondere Eigenschaft hervorgehoben werden soll, während andere davon ausgehen, dass „Auliyāʾ“ eigentlich der Rest einer längeren Reihe von Epitheta ist, das ursprünglich in der Kombination Nizām al-Auliyāʾ oder Sultan al-Auliyāʾ stand. Zwei zu seinen Lebzeiten häufig für ihn verwendete Titel waren „Mahbūb-i Ilāhī“ (Geliebter Gottes) und „Sultān al-Maschāʾich“ (Sultan der Scheiche).